# Liste der Pfandbriefbanken in Deutschland
Die Liste der Pfandbriefbanken in Deutschland enthält diejenigen Banken, die von der BaFin die Genehmigung zur Emission von Pfandbriefen erhalten haben. Dies sind neben den bisherigen Hypothekenbanken seit 2005 auch Geschäftsbanken mit entsprechender Zulassung.
Liste der 83 Pfandbriefbanken (Stand: 2024):
- Aareal Bank
- Alte Leipziger Bauspar
- Bausparkasse Mainz
- Bausparkasse Schwäbisch Hall
- Bayerische Landesbank
- BBBank
- Berlin Hyp
- Calenberger Kreditverein
- Commerzbank
- DekaBank
- Deutsche Apotheker- und Ärztebank
- Deutsche Bank
- Deutsche Kreditbank
- Deutsche Pfandbriefbank
- Die Sparkasse Bremen
- DZ Hyp
- Evangelische Bank
- Förde Sparkasse
- Hamburg Commercial Bank
- Hamburger Sparkasse
- ING-DiBa
- KfW IPEX-Bank
- Kreissparkasse Böblingen
- Kreissparkasse Esslingen-Nürtingen
- Kreissparkasse Göppingen
- Kreissparkasse Heilbronn
- Kreissparkasse Herzogtum Lauenburg
- Kreissparkasse Köln
- Kreissparkasse Ludwigsburg
- Landesbank Baden-Württemberg
- Landesbank Berlin
- Landesbank Hessen-Thüringen
- Landesbank Saar
- Landessparkasse zu Oldenburg
- Liga Bank
- Lloyds Bank
- Münchener Hypothekenbank
- Nassauische Sparkasse
- NATIXIS Pfandbriefbank
- Niederrheinische Sparkasse RheinLippe
- Norddeutsche Landesbank
- Nord-Ostsee Sparkasse
- Oldenburgische Landesbank
- PSD Bank Nord
- PSD Bank Nürnberg
- PSD Bank Rhein-Ruhr
- PSD Bank West
- Ritterschaftliches Kreditinstitut Stade
- Santander Consumer Bank
- Sparda-Bank Südwest
- Sparkasse Aachen
- Sparkasse Dortmund
- Sparkasse Elmshorn
- Sparkasse Fürstenfeldbruck
- Sparkasse Hanau
- Sparkasse Hannover
- Sparkasse Harburg-Buxtehude
- Sparkasse Holstein
- Sparkasse Herford
- Sparkasse KölnBonn
- Sparkasse Krefeld
- Sparkasse Kulmbach-Kronach
- Sparkasse Leverkusen
- Sparkasse Mittelholstein
- Sparkasse Mittelthüringen
- Sparkasse Münsterland Ost
- Sparkasse Neuss
- Sparkasse Nürnberg
- Sparkasse Pforzheim Calw
- Sparkasse Rosenheim-Bad Aibling
- Sparkasse Südholstein
- Sparkasse Westmünsterland
- Sparkasse zu Lübeck
- Stadtsparkasse Düsseldorf
- Stadtsparkasse Essen
- Stadtsparkasse Mönchengladbach
- Stadtsparkasse München
- Stadtsparkasse Wuppertal
- Taunus Sparkasse
- Unicredit Bank
- Volksbank Freiburg
- Weser-Elbe Sparkasse
- Wüstenrot Bausparkasse

## Verband
48 deutsche Pfandbriefbanken haben sich im Verband deutscher Pfandbriefbanken zusammengeschlossen. Zusammen decken sie rund 96 Prozent des gesamten Pfandbriefumlaufs in Deutschland ab.